# Alfredo Francesconi
Alfredo Francesconi (Roma, 14 agosto 1956) è un ex nuotatore italiano.
Nel 1976 partecipa nelle specialità del nuoto paralimpico ai V Giochi paralimpici estivi  di Toronto, dove realizza un quarto posto nei 100 delfino. Ai mondiali di Stoke Mandeville (Regno Unito) due anni dopo vince una medaglia d'argento nei 200 misti e un bronzo nella 4x100 mista. Più volte campione italiano nella pallanuoto per disabili: da giocatore nel 1980 e poi nella doppia veste di allenatore-giocatore nell'81.